# 冨満通哉
冨満 通哉（とみみつ みちや、1908年（明治41年）12月1日 - 1993年（平成5年）7月23日）は、日本の実業家。神鋼電機株式会社（現シンフォニアテクノロジー株式会社）第3代代表取締社長。昭和54年4月、勲三等瑞宝章 産業振興功労 受勲。

## 経歴
鹿児島県出身。旧制鹿児島県立加治木中学校（現：鹿児島県立加治木高等学校）を経て、第七高等学校造士館（現：鹿児島大学法文学部・理学部）理科甲類を1929年3月に卒業。1932年3月、京都帝国大学工学部電気工学科卒業。
1932年4月、神戸製鋼所 入社（1949年株式会社神戸製鋼所より分社化し神鋼電機株式会社が設立される）。1950年11月、神鋼電機株式会社取締役就任。1954年11月、神鋼電機株式会社常務就任。1960年11月、神鋼電機株式会社専務就任。1961年11月、神鋼電機株式会社代表取締役社長 就任。1971年5月、神鋼電機株式会社代表取締役社長退任。相談役就任。
その他、一般社団法人ビジネス機械･情報システム産業協会 第3代（昭和40年度） 会長を務めた。